# 大同镇 (蕲春县)
大同镇，是中华人民共和国湖北省黄冈市蕲春县下辖的一个乡镇级行政单位。

## 行政区划
大同镇下辖以下地区：
柳树村、湖口畈村、两河村、大同村、谢围村、李山村、小竹冲村、汤坝村、操山村、南冲村、葛山村、鲍山村、何铺村、方桥村、石坪村、黄山村、车门村、梨木村、连城村、大桴村、游山村、王街村、板溪村、唐山村、柳林村、金沟村和三山坳村。